# 9条ネット
9条ネット（きゅうじょうネット）は、日本の政治団体。略称は『9条』。新社会党・みどりのテーブルと関連が深い。2007年の第21回参議院議員通常選挙に確認団体として候補を擁立した。
代表は前田知克。共同代表は 糸井玲子、伊佐千尋、伊藤誠、北野弘久、土屋公献、藤田恵、矢山有作。
なお、2004年に設立された市民団体「九条の会」とは別組織で関係性はない。

## 概要
憲法9条をはじめとする日本国憲法の固守を目標として2007年2月に結成。同年7月に実施された第21回参議院議員通常選挙の比例区に候補を擁立し、社会民主党と日本共産党に共同行動要請を行った。結果は以下の通りである。
- 社民党は5月7日、「もう党の方針は決まっているから、いまさら変えられない」とこれを拒否。更に、又市征治は新社会党と9条ネットに対して「『（社民党に）戻ってらっしゃい』と言っている。『村山政権のときに安保・自衛隊を認めた』と、馬鹿みたいな話をまだしている」と批判した。9条ネット側は、選挙区での社民党候補の支援に含みを持たせながらも、比例区での働きかけは断念した。後に、東京選挙区では川田龍平を支援、東京を除く選挙区で社民党候補を、愛媛で民主党系無所属候補友近聡朗を支援している。

- 共産党は、機関紙『しんぶん赤旗』で9条ネットを新社会党や部落解放同盟の手先と断定し、激しく非難した[1]。5月7日には同紙において正式に拒否回答をおこない、2006年5月20日に示した党の公式見解[2]の正当性を強調した[3]。その後の回答は「参議院選挙での『協力・共同の協議』をしたいとの文書をうけとりました。要請はお断りします。」という内容だった。

7月29日、選挙の開票結果は得票数27万票余りで、議席獲得には遠く及ばなかった。また、兵庫県選挙区から立候補した原和美を除いて全員が供託金を没収された。選挙後、存続か解散かが議論され、当面存続することが確認された。地方組織についてはそれぞれの地方にゆだねられ、多くは存続したが、「9条ネット愛媛」は解散した。
現在、公式サイトは閉鎖されており地方組織のサイトも閉鎖されたか、更新が滞っている団体がほとんどであるが、団体名を変えて存続しているところもある。総務省が発表している政治団体名簿には2011年以降、9条ネットの名称は掲示されていない。
その後、2015年夏には安保法案に対する反対する市民運動が盛り上がり、それを起に民主党系と共産党系の勢力が急接近して、野党共闘を開始した。これに伴い、社民党・新社会党・緑の党（みどりのテーブルの後身）も野党共闘へ参加している。

## 主な立候補者
- 天木直人（作家・評論家、元外交官）
- ZAKI（本名・野崎昌利、ミュージシャン）
- 栗原君子（新社会党中央執行委員長）
- 藤田恵（元徳島県木頭村長、みどりのテーブル徳島代表）
- 石川一郎（社会福祉法人理事長）
- 小山広明（元泉南市議）
- 鈴田渉（大学院生、大学非常勤講師）
- 成島忠夫（元三派全学連副委員長、共産主義者同盟マルクス主義戦線派[5]）
- 小松猛（元豊明市議）
- 原和美（新社会党兵庫県本部委員長）
- 友近聡朗（元サッカー選手、推薦候補、民主党系）